# 7-甲基辛醇
7-甲基辛醇是一种有机化合物，化学式为C9H20O。它可由2-溴丙烷和6-溴己醇为原料反应得到。它和三氧化硫吡啶反应，用氢氧化钠中和，可以得到7-甲基辛基硫酸钠。它可以被三氧化铬氧化为7-甲基辛酸。